# MF Ghost
MF Ghost (japanisch MFゴースト) ist eine Mangaserie von Shūichi Shigeno, die seit 2017 in Japan erscheint. 2023 und 2024 erschien eine Anime-Adaption, die auch international veröffentlicht wurde. Es handelt sich um die Fortsetzung von Initial D, das 2013 abgeschlossen wurde.

## Inhalt
In einer nahen Zukunft haben selbstfahrende elektrische Fahrzeuge solche mit Verbrennungsmotor im Alltag abgelöst. Nur noch selten sieht man Verbrenner auf den Straßen, ebenso ist es bei Autorennen. Die Organisation MFG in Japan richtet aber noch Straßenrennen mit Verbrennern aus, die MF Ghost. Um an ihnen teilzunehmen, kommt Kanata Rivington aus England nach Japan. Er quartiert sich bei Familie Saionji ein, wo er sich schnell mit deren Tochter Ran anfreundet. Ihr verrät er, dass er nach Japan gekommen ist, um den Spuren seines Vaters nachzuspüren. Sie will ihm gern dabei helfen, sodass sie von da an gemeinsam nach einem Ort suchen, an dem die Eltern von Kanata ein Foto aufgenommen haben. Dass er an Rennen teilnimmt, erzählt er ihr aber nicht. Ebenso erfährt er von ihr nicht, dass die Oberschülerin als Grid-Girl bei MFG arbeitet. Und so ist Ren überrascht, als sie Kanata plötzlich bei den Rennen sieht. Er wiederum erkennt sie gar nicht.
Bereits vor dem ersten Rennen lernt Kanata den Rennfahrer Shun Aiba kennen. Der gehört zu den besten bei MF Ghost und will den Neuling unter seine Fittiche nehmen. Er kennt auch den Techniker Ogata, dessen Wagen, ein Toyota GT86, er Kanata stellt. Da die anderen Teilnehmer deutlich besser ausgerüstet sind, werden Kanata wenig Chanchen gegeben. Doch beim Qualifikationsrennen kann er sich zur Überraschung der anderen Fahrer, der Zuschauer und Kommentatoren fast für das Hauptrennen qualifizieren. Und da einer vor ihm disqualifiziert wird, kann Kanata schließlich teilnehmen. Auch beim eigentlichen Rennen beeindruckt er durch sein Können, bei dem er aus dem Wagen mit seiner Fahrtechnik mehr herausholt, als ihm zugetraut wurde. Schließlich schafft er es auf Platz 9. Mit dem Preisgeld kann er den Toyota aufrüsten lassen und besteht darauf, dass auch der verblüffte Ogata seinen vereinbarten Anteil bekommt. In der Zeit bis zum nächsten Rennen nimmt Kanata eine Arbeit als Kellner in einem Café an, da er nicht allein auf die Preisgelder angewiesen sein will, sondern unabhängig davon sein Geld verdienen. Ren schließlich ihn immer mehr ins Herz und durch die öffentliche Aufmerksamkeit ist auch Kanata klar, dass sie von seiner Teilnahme an dem Rennen weiß. Sie aber traut sich noch nicht, ihm von ihrem Nebenjob dort zu erzählen.

## Veröffentlichungen
Der Manga erscheint seit September 2017 in Einzelkapiteln im Young Magazine des Verlags Kodansha. Dieser brachte die Kapitel auch gesammelt in bisher 23 Bänden heraus (Stand Juni 2025). Der zweite dieser Bände stand mit über 140.000 verkauften Exemplaren drei Wochen lang in den japanischen Manga-Charts. Eine englische Fassung wird vom amerikanischen Ableger Kodansha Comics herausgegeben.
Bei Studio Felix Film entstand eine Adaption der Geschichte als Anime für das japanische Fernsehen. Bei der Serie führte Tomohito Naka Regie und die Drehbücher schrieb Kenichi Yamashita. Das Charakterdesign entwarf Naoyuki Onda und die künstlerische Leitung lag bei Seiko Akashi. Die Tonarbeiten leitete Masafumi Mima und für die Kameraführung war Kōji Hayashi zuständig. Die 12 Folgen der ersten Staffel mit je 23 Minuten wurden von den Sendern Tokyo MX, GYT, RKB, TV Aichi, Yomiuri TV, RKB, Animax, TV Aichi, SBS, TV Setouchi ab dem 2. Oktober 2023 in Japan ausgestrahlt. International erfolgte die Veröffentlichung per Streaming auf der Plattform Crunchyroll mit englischer und portugiesischer Synchronfassung sowie mit Untertiteln unter anderem auf Deutsch, Spanisch und Französisch.
Vom 7. Oktober bis 23. Dezember 2024 lief eine zweite Staffel im japanischen Fernsehen, die ebenfalls zwölf Episoden umfasst.

### Synchronsprecher
| Rolle           | Japanische Stimme |
| --------------- | ----------------- |
| Kanata Katagiri | Yūma Uchida       |
| Ren Saionji     | Ayane Sakura      |
| Ogata           | Tasuku Hatanaka   |
| Shun Aiba       | Daisuke Ono       |

### Musik
Die Musik der Serie wurde komponiert von Akio Dobashi. Das Vorspannlied ist Jungle Fire feat. Motsu von Yū Serizawa und der Abspann ist mit Stereo Sunset (Prod. AmPm) von Himika Akaneya. Innerhalb der Folgen werden folgende Lieder eingespielt:
- Anyway, Anymore von Cherry (Folge 7)
- Are You Ready to Fly von Dream Fighters (Folge 6)
- Bad Love von David Dima (Folge 11)
- Be My Queen von Derreck Simons (Folge 11)
- Because of You von Jager (Folge 8)
- Break Out Fire von Mega NRG Man (Folge 2)
- Crazy Love von Annerley (Folge 6)
- Do You Really Wanna Love Me von Norma Sheffield (Folge 1)
- Face Down von Hotblade (Folge 8)
- Gotta Go von Go 2 (Folge 9)
- Hi Love von Jay Lehr (Folge 4)
- Hot Hot Racin' Car von Go 2 (Folge 9)
- In the Eyes of a Tiger von Dejo & Bratt (Folge 5)
- King of the Century von Leslie Parrish (Folge 6)
- Pull The Trigger von Bon (Folge 4)
- Red Light and Sex von Mega NRG Man (Folge 2)
- Rock Me von Mega NRG Man feat. Kiko Loureiro (Folge 9)
- Spitfire von Go 2 (Folge 12)
- The Spirit of the Night von Deemo (Folge 7)
- Wilder Faster Louder von Dejo (Folge 3)